# Lin Yu Chun
Lin Yu Chun, conosciuto anche come Jimmy Lin (cinese tradizionale: 林育羣; cinese semplificato: 林育群; pinyin: Lín Yùqún; Linkou, Nuova Taipei, 9 marzo 1986), è un cantante e musicista taiwanese.
Lin è divenuto popolare grazie alla sua partecipazione al talent show One Million Star (超級星光大道) cantando I Will Always Love You.
Benché eliminato dal programma, la sua performance pubblicata su YouTube ha riscosso grande successo raggiungendo 10.000.000 di visioni, identificandolo come la Susan Boyle taiwanese e trasformandolo in un successo della rete.

## Biografia
Da sempre appassionato di canto, Lin partecipa nel 2010 al talent show taiwanese One Million Star eseguendo il brano I Will Always Love You (originariamente eseguito da Dolly Parton, ma da lui interpretata similmente alla versione di Whitney Houston).
Lin non vince il talent show, ma l'upload della sua performance canora su YouTube gli concede uno strabiliante successo in rete (10.000.000 di visioni), dove molti lo identificano come la Susan Boyle di Taiwan.

In una intervista Lin ha spiegato che la scelta della canzone da lui eseguita era un ringraziamento verso sua nonna per essersi presa cura di lui durante gli anni.
Nell'aprile 2010 Lin Yu Chun ha preso parte a un tour negli Stati Uniti eseguendo I Will Always Love You e Amazing Grace all'Ellen DeGeneres Show. Ha eseguito anche Saving all my love for you (sempre di Whitney Houston) e Total Eclipse of The Heart in duetto con William Shatner.
A una conferenza tenutasi il 13 maggio 2010 a Shanghai la Sony Music Taiwan ha annunciato che Lin Yu Chun ha sottoscritto con la loro casa discografica un contratto.

## Discografia

### Album
- 2010 - It's My Time

### EP
- 2010 - I Will Always Love You